# Латвия на «Евровидении-2004»
Латвия участвовала в сорок девятом выпуске телевизионного конкурса Евровидение-2004, финал которого состоялся 15 мая на стадионе Абди Ипекчи в Стамбуле, Турция. Страну представлял дуэт Fomins & Kleins с песней Dziesma par laimi ("Песня про счастье"), написанной участником дуэта Томасом Клейнсом и Гунтарсом Рачсом. Это был первый раз в истории конкурса, когда латышский язык впервые прозвучал на Евровидении. Из-за плохого результата на конкурсе 2003 года Латвии пришлось принять участие в полуфинале Евровидения 12 мая. По итогам голосования страна заняла лишь 17-е место из 22, набрав 23 очка и не сумела выйти в финал. Полуфинал и финал были показаны Latvijas Televīzija на канале LTV1 с комментариями Карлиса Стрейпса. Глашатаем, объявлявшим очки латвийских телезрителей, был представитель Латвии на Евровидение-2003 Лаурис Рейникс.

## Предыстория
К моменту своего участия в конкурсе 2004 года Латвия четырежды участвовала на Евровидение, начиная с момента своего дебюта в 2000 году. Страна выигрывала конкурс однажды: в 2002 году с песней I Wanna в исполнении Мари Н. (Марии Наумовой). Латвия также организовала конкурс 2003 года: на площадке Сконто-холла в Риге. Там страна заняла 24-е место из 26 с песней Hello from Mars в исполнении трио F.L.Y.

## До «Евровидения»

### Eirodziesma 2004
Начиная с 2000 года латвийская телекомпания LTV отвечает за организацию отбора заявки на Евровидение и дальнейшую трансляцию конкурса. 30 сентября 2003 года LTV объявила, что Латвия будет участвовать на Евровидение-2004 и что заявка будет выбрана посредством национального финала под названием Eirodziesma, который вещатель проводит ежегодно с 2000 года. Пятый выпуск Eirodziesma 2004 состоялся 28 февраля в олимпийском центре Вентспилса. Ведущими были Давидс Эрнштрейтс и Ия Цирцене. Десять песен было отобрано из поступивших вещателю 69 отборочной комиссией, среди членов которой были представители Бельгии на Евровидение-2003 Urban Trad и Австрии на Евровидение-2003 Альф Пойер. Победитель определялся голосами телезрителей через два раунда. В первом раунде из десяти конкурсантов трое, получившие наибольшее количество голосов, проходили в суперфинал, где из них был выбран победитель. В поддержку конкурсантов трио F.L.Y., представитель Финляндии на Евровидение-2004 Яри Силланпяя, представители Эстонии на Евровидение-2004 Neiokõsõ, представители Мальты на Евровидение-2004 Джули и Людвиг и представительница Украины на Евровидение-2004 Руслана выступали во время антракта. Список участников Eirodziesma 2004 был обнародован 3 декабря 2003 года.
| Порядковый номер | Исполнитель                    | Название песни         | Автор(ы)                                                      | Голоса | Место |
| ---------------- | ------------------------------ | ---------------------- | ------------------------------------------------------------- | ------ | ----- |
| 1                | Fomins & Kleins                | Dziesma par laimi      | Томас Клейнс, Гунтарс Рачс                                    | 18,830 | 2     |
| 2                | Кристине Брока и Санта Запацка | Angel's Song           | Кристине Брока, Дайгас Рутенберга                             | 4,835  | 8     |
| 3                | 4.elements                     | Ready                  | Лаурис Рейникс                                                | 5,374  | 7     |
| 4                | Татьяна Тимчука                | Like a Star            | Олег Бороснев, Денис Тимчук                                   | 13,393 | 3     |
| 5                | Rain                           | Let Me                 | Наталья Рюмина                                                | 3,389  | 9     |
| 6                | C-Stones                       | All You Know           | Лива Бойтмане, Зане Бельска, Кристианс Корнс, Олафс Бергманис | 9,318  | 4     |
| 7                | Джони Саламандер и Мелдра      | We Share the Sun       | Вальтерс Спруджс, Янис Гужа                                   | 19,646 | 1     |
| 8                | Chilli                         | Not That Everyday Girl | Мартиньш Фрейманис                                            | 5,888  | 6     |
| 9                | Z-Scars                        | Runaway                | Андрис Кивичс                                                 | 8,951  | 5     |
| 10               | Эмбер                          | Fly Away With You      | Янис Стибелис                                                 | 1,347  | 10    |

| Порядковый номер | Исполнитель               | Название песни    | Голоса | Место |
| ---------------- | ------------------------- | ----------------- | ------ | ----- |
| 1                | Татьяна Тимчука           | Like a Star       | 18,879 | 3     |
| 2                | Джони Саламандер и Мелдра | We Share the Sun  | 37,844 | 2     |
| 3                | Fomins & Kleins           | Dziesma par laimi | 41,297 | 1     |

## На «Евровидении»
В 2003 году было объявлено, что формат конкурса будет включать в себя полуфинал, начиная со следующего выпуска. Согласно правилам все страны-участницы, кроме членов "большой четвёрки" (Франция, Великобритания, Германия и Испания), страны-победительницы прошлого конкурса и девяти стран, занявших самые высокие места на Евровидение-2003, должны пройти квалификацию в полуфинале, где десять лучших пройдут в финал. Поскольку Латвия заняла 24-е место, то ей пришлось пройти квалификацию на выход в финал. Полуфинал состоялся 12 мая 2004 года. Fomins & Kleins выступали под номером 4, между Швейцарией и Израилем. По итогам голосования страна заняла лишь 17-е место из 22, набрав 23 очка и не сумела выйти в финал. 12 очков латвийские телезрители присудили в полуфинале Евровидения Эстонии, а в финале стране-победительнице, Украине и 10 очков России. Россия не участвовала в полуфинале и не транслировала его.

### Голосование
| Очки      | Страна                |
| --------- | --------------------- |
| 12 баллов |                       |
| 10 баллов |                       |
| 8 баллов  |                       |
| 7 баллов  |                       |
| 6 баллов  | - Литва               |
| 5 баллов  | - Эстония             |
| 4 балла   | - Беларусь - Ирландия |
| 3 балла   |                       |
| 2 балла   | - Израиль - Монако    |
| 1 балл    |                       |

| Очки      | Страна              |
| --------- | ------------------- |
| 12 баллов | Эстония             |
| 10 баллов | Украина             |
| 8 баллов  | Литва               |
| 7 баллов  | Мальта              |
| 6 баллов  | Греция              |
| 5 баллов  | Албания             |
| 4 балла   | Сербия и Черногория |
| 3 балла   | Кипр                |
| 2 балла   | Нидерланды          |
| 1 балл    | Хорватия            |

| Очки      | Страна              |
| --------- | ------------------- |
| 12 баллов | Украина             |
| 10 баллов | Россия              |
| 8 баллов  | Швеция              |
| 7 баллов  | Греция              |
| 6 баллов  | Мальта              |
| 5 баллов  | Сербия и Черногория |
| 4 балла   | Кипр                |
| 3 балла   | Великобритания      |
| 2 балла   | Турция              |
| 1 балл    | Албания             |